# Pádraig Amond
Pádraig Amond (Carlow, 15 aprile 1988) è un calciatore irlandese, attaccante del Waterford.

## Carriera

### Club
Ha giocato nella prima divisione irlandese con Shamrock Rovers e Sligo Rovers e nella prima divisione portoghese con il Paços Ferreira.

### Nazionale
Nel 2008 ha giocato 4 partite con la nazionale irlandese Under-21.

## Palmarès

### Club

#### Competizioni nazionali
- Coppa d'Irlanda: 1

Sligo Rovers: 2010
- Coppa di Lega irlandese: 1

Sligo Rovers: 2010

### Individuale
- Capocannoniere della National League: 1

2015-2016 (30 reti, alla pari con Dan Holman)